# Sil·logi
Sil·logi o Sil·logis (en grec antic plural συλλογεῖς, en plural llatí Syllogeis) era el nom d'uns funcionaris estatals a l'antiga Atenes, paraula que significa recol·lectors.
N'hi havia de dos tipus, els συλλογεῖς τοῦ δήμου ("syllogeis tou demou", sil·logis del poble) que sembla que eren trenta membres elegits anualment a la Bulé o assemblea, tres per cada tribu, i els tres que eren pritans actuaven com a presidents del grup. Tenien deures relacionats amb els festivals estatals, sobretot controlant les despeses i garantint-ne el pagament. Es creu que també verificaven els assistents a les assemblees (Ekklesia).
Un altre tipus de sil·logis eren els comissionats especials que feien les llistes de les propietats confiscades als oligarques i s'encarregaven d'inscriure-les a nom de l'estat o portar el seu valor al tresor. Es pensa que el càrrec només va existir després del govern dels Trenta tirans, quan es va castigar els oligarques pels seus fets.